# Efremov (Russia)
Efremov è una città della Russia europea centrale (oblast' di Tula). Appartiene amministrativamente al rajon Efremovskij, del quale è il capoluogo.
Sorge nell'estrema parte meridionale della oblast', sul fiume Krasivaja Meča (affluente del Don), circa 150 chilometri a sud di Tula.